# Erwin Federspiel
Erwin Federspiel (Laufen, 1871 - Yverdon-les-Bains, 3 juli 1922) was een Zwitsers militair en koloniaal ambtenaar in dienst van koning Leopold II van België.

## Biografie
Erwin Federspiel volgde aanvankelijk een opleiding tot instructie-officier in het Zwitserse leger. In 1898 echter zette hij deze opleiding stop om de rangen van de Force Publique in de Onafhankelijke Congostaat te vervoegen. Daarmee was hij een van de ongeveer 20 Zwitsers die deel uitmaakten van de Force Publique.
Federspiel reisde via Antwerpen, Boma, Leopoldstad naar Stanleystad, waar hij aankwam op 13 oktober 1898. Tot 1901 was Federspiel commandant van Boven-Ituri. Na een terugkeer naar Zwitserland verbleef hij van 1902 tot 1905 nogmaals in Congo. In 1908 keerde hij definitief terug naar Zwitserland, waar hij alsnog de opleiding tot militair instructeur zou afmaken.
Als reactie op kritische nieuwsberichten omtrent de wandaden in Congo in onder meer de Basler Nachrichten publiceerde hij in 1909 Wie es im Congostaat zugeht, waarin hij de koloniale plunderingseconomie in Congo zou verdedigen.

## Werken
- (de)  Wie es im Congostaat zugeht: Skizzen von Erwin Federspiel, ehemaliger Kommandant des Stanley-Falls Distrikts, Zürich, Art. Institut Orell Fuessli, 1909.